# Salmon Arm
Salmon Arm è una città della Columbia Britannica, in Canada, situata nel distretto regionale di Columbia-Shuswap. Si trova sulla riva del lago Shuswap.